# Mattei (Adelsgeschlecht)
Die Familie Mattei war eine italienische Adelsfamilie, die zum römischen Hochadel gehörte.

## Geschichte
Sie gehörte zum ältesten Kern des römischen Patriziats und war bereits mit den Grafen von Tusculum und den Stefaneschi verwandt. Man geht davon aus, dass sie von den Papareschi abstammt (diesen Ursprung beanspruchen die Mattei selbst), die ihre Wurzeln vor dem 10. Jahrhundert mit einem Johannes de Papa ausweiteten und zu deren großem Familienkreis die Trastevere -Familien der De Cardinale, der Romani und der Venturini und wahrscheinlich auch die der Normanni gehörten. Zu ihren Abkömmlingen zählen die Kardinäle Cinzio, Gregorio, der als Innozenz II. Papst war, Guido und Pietro Papareschi und mit dem Nachnamen Mattei trugen nicht weniger als acht Kardinäle den Nachnamen Mattei. Andere wiederum führen die Abstammung auf die Familie von Papst Gregor IX. zurück, nämlich auf die der Grafen von Segni, die wiederum von der Familie der Grafen von Tusculum abstammen. Onofrio Panvinio sagte darüber: „Matthaeiorum gentis Transtiberinae inter Romanas primarie ante quingentos annos diversorum sub appellatione nominum illustria monumenta exstant“ („Es gibt berühmte Denkmäler der Familie Mattei aus Transtiberina, einer der bedeutendsten römischen Familien, die seit fünfhundert Jahren unter verschiedenen Namen bekannt ist“).
Mit dem edlen Pietro, Sohn von Giacomo, war die Familie bereits Mitte des 14. Jahrhunderts fest unter den Besitzern von Fischereirechten im Stagnum maius von Maccarese vertreten, als Konzessionäre des Bischofs von Porto und Erben der Guidoni und Papareschi.
Die Familie, die über die Papareschi im 12. Jahrhundert neben den Herrschaften Civita Castellana und Montalto auch Lehen in der Gegend um Cerveteri besaß, ab dem 16. Jahrhundert weiterhin eigene Ländereien sowie große Ausdehnungen entlang der Vorstadt-Via Portuense und besaß noch Ende des 18. Jahrhunderts laut dem Grundbuch der römischen Landschaft das Gut Casetta mit einer Ausdehnung von 650 Rubbi, was etwa 1170 Hektar entspricht, und das Gut Campo Salino oder Ponte Galera mit 284 Rubbi, was etwa 511 Hektar entspricht.
Die Familie starb 1801 aus, als Filippo Mattei, der letzte Herzog von Giove, die Titel und Vermögenswerte an seine Tochter Caterina weitergab, die Giovanni Battista Canonici heiratete. Aus dieser Verbindung ging die Familie Canonici Mattei hervor.

## Wappen
Es trug ein Wappen in Silber und Azurblau mit einem diagonalen goldenen Band. Der Adler auf dem Kopf wurde dem Zweig des Jupiter nach der Hochzeit von Asdrubale Mattei mit Costanza Gonzaga im Jahr 1595 hinzugefügt. Dieses Wappen wurde jedoch schnell von den anderen Zweigen der Familie übernommen.

## Bekannte Mitglieder

### Laien
- Alessandro Mattei, Adliger und Verbrecher
- Asdrubale Mattei, Marquis von Giove
- Ciriaco Mattei, Marquis von Rocca Sinibalda
- Fabio Mattei, Adliger, Unternehmer und Politiker
- Girolamo Mattei, 1. Herzog von Giove
- Giuseppe Mattei Orsini, Soldat und 1. Herzog von Paganica
- Ludovico I. Mattei, Adliger und Politiker
- Ludovico II. Mattei, Adliger und Politiker
- Luigi Mattei, Adliger und Soldat
- Mario Mattei Orsini, Baron von Paganica
- Mario Mattei Orsini, 2. Herzog von Paganica
- Muzio Mattei, Adliger und Politiker
- Muzio Mattei, Adliger und Soldat.
- Pietro Antonio, Adliger, Unternehmer und Politiker

### Geistliche
- Alessandro Mattei, Abt
- Francesco Mattei, Patriarch
- Girolamo Mattei Orsini, Erzbischof und apostolischer Nuntius
- Michelangelo Mattei, Kanoniker und Patriarch
- Orazio Mattei (1574–1622), Bischof und apostolischer Nuntius
- Paolo Mattei, Adliger und Priester

### Kardinäle
- Alessandro Mattei (1744–1820), Kardinal
- Gaspare Mattei Orsini (1598–1650), Kardinal
- Girolamo Mattei (1547–1603), Kardinal
- Lorenzo Girolamo Mattei (1748–1833), Kardinal
- Luigi Mattei (1702–1758), Kardinal
- Mario Mattei (1792–1870), Kardinaldekan
- Orazio Mattei (1621–1688), Kardinal